# Петров, Николай Александрович (сенатор)
Николай Александрович Петров (1851 — 1914) — председатель департамента Санкт-Петербургской судебной палаты, сенатор.

## Биография
Потомственный дворянин Воронежской губернии.
В 1874 году окончил юридический факультет Санкт-Петербургского университета со степенью кандидата прав.
По окончании университета поступил на службу в Министерство финансов, а в 1875 году перешел в Министерство юстиции кандидатом на судебные должности при Гражданском кассационном департаменте Правительствующего Сената. В 1877—1886 годах занимал различные должности в канцелярии этого департамента. За это время на него неоднократно возлагались ответственные поручения. Так, в 1879 году он принимал участие в обозрении делопроизводств мировых судебных установлений Подольской губернии, а в 1880 и 1881 годах состоял, в качестве младшего чиновника, при сенаторе А. А. Половцеве, ревизовавшем учреждения Киевской и Черниговской губерний.
В 1886 году был назначен членом Тифлисского окружного суда, в 1889 году — переведен на ту же должность во вновь открывшийся Рижский окружный суд, а в следующем году — назначен товарищем председателя означенного суда и заведовал отделением, заканчивавшим производство гражданских дел дореформенных судов Лифляндской губернии. В 1894 году назначен членом Киевской судебной палаты, в 1895 году — юрисконсультом Министерства юстиции, в 1900 году — председателем департамента Харьковской судебной палаты и, наконец, в 1903 году — переведен на ту же должность в Санкт-Петербургскую судебную палату.
20 мая 1909 года назначен сенатором, присутствующим в Гражданском кассационном департаменте Сената, с производством в тайные советники. Скончался после краткой болезни в 1914 году. Похоронен на Митрофаниевском кладбище в Санкт-Петербурге. Был холост.

## Награды
- Высочайшее благоволение (1882)
- Орден Святой Анны 2-й ст. (1891)
- Орден Святого Владимира 3-й ст. (1902)
- Орден Святого Станислава 1-й ст. (1905)